# 里克·莫拉尼斯
里克·莫拉尼斯（英語：Frederick Allan "Rick" Moranis，1953年4月18日—）是加拿大的一位演員、劇本作家和詞曲作家。在1970年代，他曾在許多電台擔任DJ。